# Doppio delitto (film 1977)
Doppio delitto è un film del 1977 diretto da Steno.

## Trama
Il commissario Baldassarre Bruno, dopo la disavventura di aver favorito la fuga di un assassino, tira a campare presso l'archivio dei "corpi di reato". Abbandonato dalla moglie Renata, periodicamente ha in casa il figlio quattordicenne Daniele. Un giorno, attirato da grida mentre si trova nell'abituale trattoria per il pranzo, accorre in un vecchio palazzo romano e trova fulminati lungo le scale il proprietario, principe Prospero Dell'Orso, e l'elettrotecnico Romolo Colasanti. Incaricati delle indagini, Bruno e l'aiutante Cantalamessa si trovano davanti a una serie di inquilini sospettabili: Anna Dell'Orso, attrice, moglie del defunto e testataria di una assicurazione di 500 milioni; Henry Hermann scrittore sceneggiatore, amico di Anna e in procinto di realizzare il film "La croce e la svastica", legato alle imprese del principe; Alex e Il debosciato legati alla vittima per lontane parentele. Baldassarre nel frattempo fa amicizia con la giovane Teresa, femminista, nipote del Colasanti. Con non poca fatica e dopo altre morti, il commissario verrà a sapere che Teresa è in effetti figlia naturale del principe ed erede delle sue sostanze; e giungerà appena in tempo a salvarla dall'aggressione dell'assassino, uno spiantato scultore a sua volta abitante nel palazzo Dell'Orso.

## Produzione

### Riprese
Alcune riprese esterne ritraggono la facciata del palazzo del principe Dell'Orso che in realtà è la facciata di palazzo Spada su piazza Capodiferro a Roma, le riprese nel cortile del palazzo invece sono state effettuate nel cortile di palazzo Sacchetti in via Giulia a Roma.